# 日本共産党第14回大会
日本共産党第14回大会は、1977年（昭和52年）10月17日～10月22日に開かれた日本共産党の大会。今回から静岡県熱海市に完成した伊豆学習会館を会場とすることにした。

前年、1976年（昭和51年）の末に行われた第34回衆議院議員総選挙では、非合法時代の1933年（昭和8年）に起こった日本共産党スパイ査問事件をめぐる議論で国会内他党派から厳しい批判を受け、議席を改選前の半分以下に減らす惨敗を喫した。これを受け、党勢の回復と新たな前進を目指す決議を採択した。
大会は党規約を一部改正し、新中央委員会を選出した。

## 共産党袴田事件への対応
非合法時代からの幹部で、党副委員長だった袴田里見は、1977年4月以降週刊誌などで委員長宮本顕治ら党指導部を批判するなど対立の度を増していた。執行部は事前の中央統制委員会会合で袴田を権利制限（現在の権利停止に相当）の処分とし、党大会に出席させない措置を取る。大会が始まった後の中央委員選挙でも袴田は候補者名簿に入らず事実上失脚。さらに現在の除籍措置に近い「党員権剥奪」の処分を受けた。

大会終了後、同年12月30日の統制委員会会合で、袴田は正式に除名処分を受け、党から去ることになった。
なお袴田は除名処分の是非やその後の自宅明け渡しをめぐって裁判に持ち込んだ（共産党袴田事件）が、1988年（昭和63年）に党側勝訴の判決が確定している。